# Sicher-Stark-Team
Die Organisation Sicher-Stark-Team engagiert sich seit 1994 deutschlandweit für den Schutz von Kindern vor sexuellem Missbrauch und Gewaltverbrechen. Die Bundesgeschäftsstelle befindet sich in Euskirchen.

## Ziele und Aktivitäten
Das Sicher-Stark-Team versucht Fachkräften, Eltern und Kindern ein neues Sicherheitsgefühl zu vermitteln. Der Schwerpunkt liegt auf Präventionsarbeit in Schulen und Kindertagesstätten, in denen das Sicher-Stark-Team als Kooperationspartner im Bereich der Gewaltprävention Kurse mit verschiedenen Themengebieten wie beispielsweise Computer-Sicherheitstrainings oder Sicherheitstrainings für das reale Leben durchführt.
Unter anderem arbeiten mehr als 300 ehrenamtliche Mitarbeiter für das Sicher-Stark-Team, die in verschiedenen Bereichen tätig sind.
Durch Rollenspiele in multidisziplinären Teams, sollen Kinder dem Organisationsnamen entsprechend „sicher und stark“ gemacht werden. Kinder sollten ohne Sorgen aufwachsen können. Daher leistet das Sicher-Stark-Team einen Beitrag zum Kinderschutz. Kinder sollen in den Kursen Stärken und Selbstverteidigungsmöglichkeiten für das reale Leben und für die Plattform des Internets erfahren, von denen sie vorher noch nichts wussten.
Das Sicher-Stark-Team schult auch Kitafachkräfte, Lehrer an Grundschulen sowie Eltern und Sozialarbeiter, um den Lebensbereich der Kinder zu stärken und alle sozialen Instanzen und Bezugspersonen für die Präventionsarbeit und das Hintergrundwissen über Missbrauch und Gewaltverbrechen zu sensibilisieren. So sollen diese in Gefahrensituationen schnell und richtig handeln und das Kind im Idealfall präventiv schützen.

## Inhalte der Sicher-Stark-Kurse
Das Konzept der Initiative beruht auf einer Mischung aus praktischen Übungen und theoretischer Wissensvermittlung:
A) Gefahrenerkennung
B) Gefahrenvermeidung
C) Kindgerechte Selbstverteidigung
- Welche unterschiedlichen Tätertypen gibt es?
- Einfache, jedoch wirkungsvolle Selbstverteidigungstechniken, bzw. Lösetechniken
- Wie wehre ich mich richtig?
- Fallschule

D) Realitätsnahe und konfliktorientierte Rollenspiele
- Ich bin allein zu Hause und es klingelt an der Tür / das Telefon - Ich werde auf dem Schulweg angesprochen
- Jemand spricht das Kind auf dem Spielplatz an
- Ein Autofahrer spricht das Kind an
- Wie verhalte ich mich gegenüber einem Exhibitionisten?
- Wie schütze ich mein Kind im Internet?[3] Wie kann sich das Kind selbst im Internet schützen?
- Wie gehe ich richtig mit den mobilen Geräten um?
- Wie schütze ich mich vor Hackerangriffen?
- Mediensicherheit und Medienkompetenz fördern

E) Realitäts-Check
Die Kinder durchlaufen einen Gefahrenparcours, der ihrem jeweiligen Alters- und Wissensstand entspricht. Dabei begegnen sie geschulten Dummies, die sie ansprechen und überreden wollen. Die Kinder dürfen sich mit allen erlernten Techniken und Methoden wehren. Das Verhalten der Kinder wird per Video aufgezeichnet. Nicht nur „der Fremdtäter“ wird in den Schulungen berücksichtigt, sondern auch das nahe Umfeld, in dem laut Statistik die meisten Übergriffe passieren und auch Missbrauch stattfindet.
F) Verhaltensanalyse
Das Verhalten der Kinder auf dem Gefahrenparcours wird anhand der Videoaufzeichnung analysiert und reflektiert. Dadurch entsteht ein erweiterter Lerneffekt für die Kinder: Sie sehen durch das „Objektive Auge der Kamera“, wie sie sich tatsächlich verhalten haben und können das eigene Verhalten mit dem der anderen Kinder vergleichen.
Auf der Basis dieses erprobten Kinderpräventionskonzeptes stellen sich die Trainer vor Ort auf die Anforderungen und Bedürfnisse der Kinder ein und arbeiten praxisnah und lösungsorientiert. Erst- und Zweitklässler werden gemischtgeschlechtlich geschult, während für die dritte und vierte Klasse getrenntgeschlechtliche Mädchen- beziehungsweise Jungenkurse angeboten werden. Dieses Kinderpräventionskonzept ist bundesweit einzigartig und macht die soziale Organisation auf dem Gebiet der Gewaltprävention zu einem der führenden Anbieter in Deutschland. Im hauseigenen Blog werden die neuesten Infos verbreitet.

## Resultate
In einem Vierteljahrhundert wurden über 15.000 Grundschulen in Deutschland mit Informationen zur Gewaltprävention versorgt. Über 500.000 Kinder, Eltern und Fachkräfte wurden mit dem Präventionskonzept geschult. Familienministerin Ursula von der Leyen war für 2009 Schirmherrin. Für den Internetschutz und für ein sicheres Gefühl für die Eltern wurde für Kinder die Sicher-Stark-App entwickelt.

## Namensbedeutung und Unterstützer
Das Sicher-Stark-Team arbeitet ausschließlich mit pädagogisch und polizeilich ausgebildeten Trainern, die im Umgang mit Kindern das richtige Feingefühl an den Tag legen, um Gefahrensituationen realitätsgemäß in Rollenspielen darstellen zu können. Dabei wird jedoch besonders Wert darauf gelegt, die Kinder nicht zu traumatisieren.
Neben den bundesweit tätigen Trainern arbeitet das Sicher-Stark-Team außerdem mit Pädagogen, Kindertherapeuten und Psychologen wie dem Universitätsdozenten Helmut Zöpfl oder dem ehemaligen Polizeibeamten, Sicherheitsexperten und Bundestagstrainer Ralf Schmitz, die außerhalb der Kurse an Grundschulen und auf Veranstaltungen über die soziale Organisation referieren und die Kinder unterstützen und begleiten.
Neben Ursula von der Leyen als Schirmherrin unterstützen weitere Personen des öffentlichen Lebens das Sicher-Stark-Team mit ihrem Namen, darunter
Tanja Bülter, Sabine Stamm, Cora Lee, Robert Biegert, Karen Heinrichs, Tim Schlüter, Christina Surer und Tuncay Gary.

## Finanzierung
Sicher-Stark-Team ist eine Non-Profit-Organisation und wird von Unternehmen und Sponsoren unterstützt.